# Emperador del Sacro Imperio Romano Germánico
Sobre el emperador del Sacro Imperio Romano Germánico recayeron varios títulos a lo largo de su dilatada historia. También se le conoce como sacro emperador o emperador romano-germánico (en alemán: Römisch-deutscher Kaiser), aunque estos en realidad adoptaron —al menos en un inicio— el título de emperador de romanos (en latín: Imperator Romanorum). El primer monarca en ser nombrado tal fue el rey franco Carlomagno, coronado en Roma en la Navidad del año 800. Después de varios monarcas y un breve interregno, la corona pasó al pueblo alemán a través de Otón el Grande, coronado el 2 de febrero de 962. Los historiadores no han llegado a un consenso sobre cuál de estas coronaciones dio origen al Sacro Imperio. El último emperador fue Francisco II, quien abdicó y disolvió el Imperio el 6 de agosto de 1806 debido a las presiones del emperador francés Napoleón I.

## Creación
El título imperial fue establecido en la coronación del rey franco Carlomagno por el papa León III en la Navidad de 800. Este acto no fundó un nuevo Estado, sino que el papa otorgó al rey de los francos la posición de defensor de la iglesia, al ser su representante religioso por interés social. La creación de un territorio imperial se llevó a cabo más adelante, cuando se asoció el título imperial con los reinos de Alemania e Italia (y Borgoña desde 1033). Después del Tratado de Verdún de 843, el Imperio carolingio quedó dividido entre los nietos de Carlomagno. El título imperial, que quedó en manos de los reyes de Italia, fue perdiendo relevancia hasta que desapareció con la muerte de Berengario de Friuli en 924.
El 2 de febrero de 962, el título fue revivido con la coronación de Otón el Grande por el papa Juan XII, evento que marcó el nacimiento del Sacro Imperio Romano Germánico (o su restablecimiento, según algunos historiadores). El 13 de febrero se firmó el Diploma Ottonianum, que confirmaba las donaciones de Pipino (756), Carlomagno (774) y la Constitutio Romana de 824, de modo que vinculaba el imperio carolingio con el germánico.

## Descripción del título imperial
En su coronación, Carlomagno fue proclamado Imperator Romanorum (Emperador de Romanos). Si bien este es el título comúnmente usado para referirse a los gobernantes del Sacro Imperio, la verdad es que nunca existió un título imperial realmente definido. Antes de Otón II, el término más común para referirse al emperador era el de Imperator Augustus (Augusto Emperador).

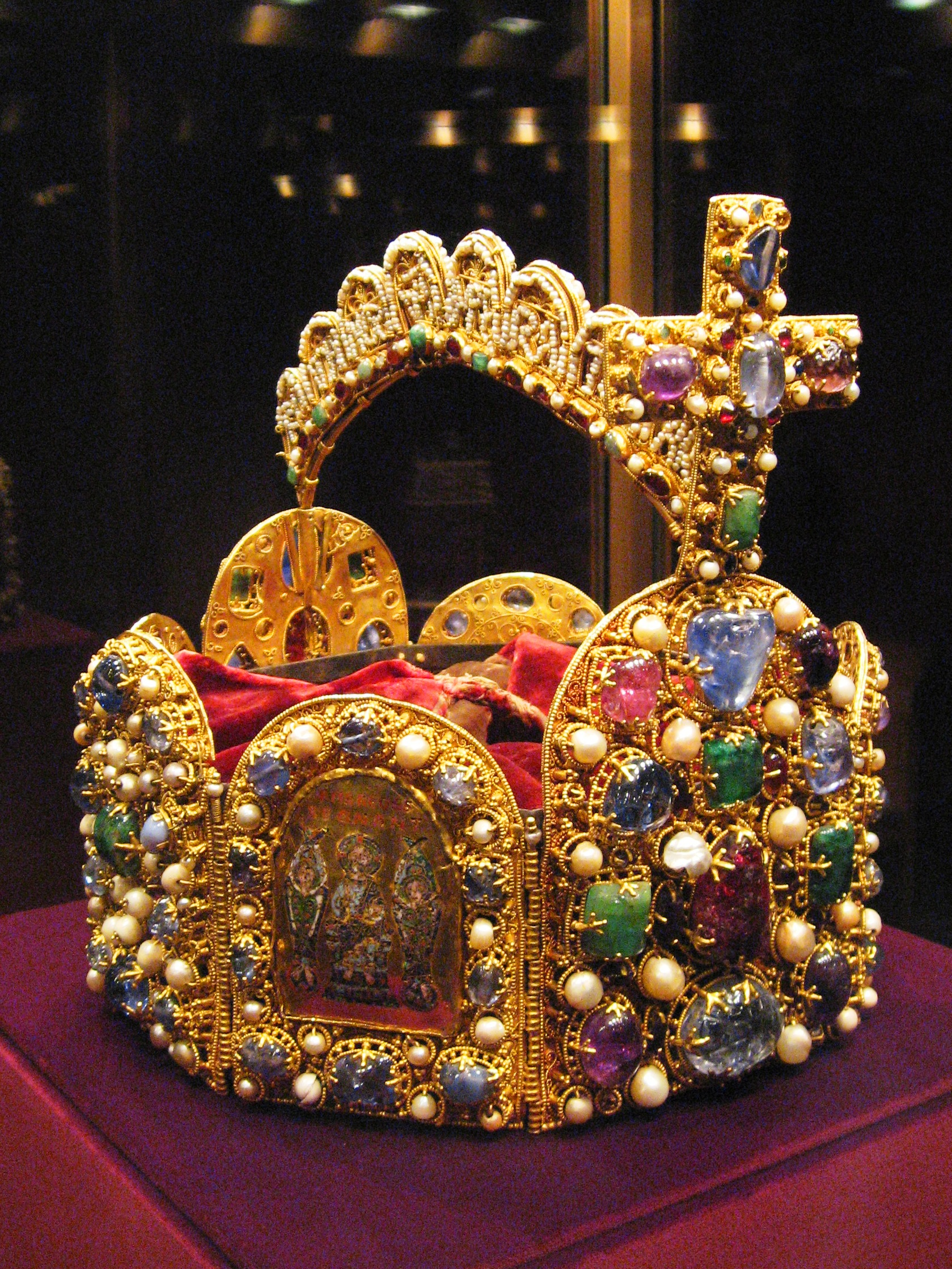
Corona del emperador del Sacro Imperio.

Naturalmente, el título de Carlomagno provocó conflictos con el Imperio romano de Oriente (también conocido como Imperio bizantino). El 13 de enero de 812, Carlomagno y Miguel I firmaron la "Paz de Aquisgrán": a cambio de renunciar a Venecia, Istria y Dalmacia, el emperador franco es reconocido como Basileus, equivalente griego de Emperador o Rey, mas no de los romanos. Los emperadores en Oriente se denominaban Basileus ton Romaion (Βασιλεύς των Ρωμαίων), considerándose como gobernantes de la totalidad del Imperio Romano. Carlomagno cambió su título imperial por el de Imperator Romanum gubernans imperium (Emperador que gobierna el Imperio Romano), de tal forma que no reclamaba ni la herencia romana ni la legitimidad bizantina. Sin embargo, futuros emperadores volvieron a reclamar esta legitimidad en oposición a los emperadores de Oriente, luego apodados despectivamente como "Emperadores de los Griegos" (Imperator Graecorum).
Dada la imposibilidad de ser coronado en Roma, el papa Julio II reconoció el 4 de febrero de 1508 a Maximiliano I como emperador electo. De este modo, los siguientes emperadores se intitularon Electus Romanorum Imperator Semper Augustus. De hecho, este reconocimiento se hizo automático en Maximiliano II, Rodolfo II, Fernando III, José I y José II, que habían sido coronados como Rey de romanos en vida de los emperadores.

## Elección imperial
La unción y coronación imperial de Luis II en abril de 850 asentó una constante a lo largo del medievo, que tales ritos solo podía hacerlos el papa, y en Roma, incluso si había sido ungido rey previamente. En 855, con la abdicación y muerte del emperador Lotario I, Luis II, que ya era rey de Italia, no obtuvo territorios al norte de los Alpes, y al quedar como soberano italiano, se identificó el título imperial con el reino italiano. De este modo, con el reparto efectuado por Lotario I, el título imperial quedó confinado a Italia y a la defensa del papado de las incursiones de los sarracenos y los magiares, de lo que resultó, tras la muerte de Luis II, que el propio papado se arrogó la iniciativa de designar al emperador.
Tras las dobles elecciones de 1198, 1257 y 1314, y la asunción por parte del papado del poder aprobar y legitimar a un determinado candidato, se apreció la necesidad de fijar un procedimiento para la elección del emperador sin intervención papal. En la declaración de Rhens (1338), se proclamó como una antigua costumbre imperial la validez de una elección por mayoría y que el Rey de romanos electo asumiría el poder inmediatamente, sin requerirse la aprobación papal; esta declaración se estableció en la subsiguiente Dieta de Fráncfort como una ley imperial. Finalmente, en la Dieta de Núremberg, Carlos IV promulgó la Bula de Oro de 1356, que estableció y fijó el procedimiento de elección imperial. En 1356 los siete príncipes electores eran los arzobispos de Maguncia, Tréveris y Colonia, el Rey de Bohemia, el Conde Palatino del Rin, el Duque de Sajonia y el margrave de Brandeburgo. Entre 1621 y 1648 se eliminó del Colegio Electoral al Conde Palatino del Rin. Desde 1623 se creó un nuevo electorado para el duque de Baviera, que se extinguió en 1777. En 1692 se creó para la casa de Brunswick-Luneburgo (Hanover) el noveno electorado, que no entró en el Colegio Electoral hasta 1708. Entre 1706 y 1714, los electores de Colonia y Baviera fueron excluidos. En 1801 se extinguieron los electorados de Tréveris y Colonia. Y en 1803 se crearon cuatro nuevos electorados para Wurtemberg, Baden, Hesse-Kassel y Salzburgo (que nunca votaron).
El aspirante a la coronación imperial era elegido por los príncipes alemanes como Rey de romanos, en vida del emperador o en interregno; y una vez coronado como Rey de romanos en Alemania, debía ir a Roma a ser coronado por el papa como emperador. Dadas las dificultades internas en el propio Imperio, el viaje se demoraba durante años, e incluso hubo Reyes de romanos que no fueron coronados emperadores a lo largo de su reinado. Los emperadores del Sacro Imperio fueron coronados por los Papas hasta el siglo XVI. Desde entonces, si el candidato a futuro emperador era elegido en vida del emperador, era elegido y coronado como Rey de romanos, y a la muerte de su antecesor pasaba automáticamente a ser emperador electo; pero si el candidato a emperador era elegido en interregno, entonces era coronado días después a su elección como emperador electo.

## Lista de Emperadores
| #  | Imagen | Emperador                        | Dinastía                       | Coronación                                                        | Final                                     |
| -- | ------ | -------------------------------- | ------------------------------ | ----------------------------------------------------------------- | ----------------------------------------- |
| 1  |        | Carlos I el Grande (Carlomagno)  | Carolingia                     | 25 de diciembre de 800                                            | 28 de enero de 814                        |
| 2  |        | Luis I el Piadoso (Ludovico Pío) | Carolingia                     | 11 de septiembre de 813 y 5 de octubre de 816                     | 20 de junio de 840                        |
| 3  |        | Lotario I                        | Carolingia                     | 817 y 5 de abril de 823                                           | 29 de septiembre de 855                   |
| 4  |        | Luis II                          | Carolingia                     | 6 de abril de 850                                                 | 12 de agosto de 875                       |
| 5  |        | Carlos II el Calvo               | Carolingia                     | 25 de diciembre de 875                                            | 6 de octubre de 877                       |
| 6  |        | Carlos III el Gordo              | Carolingia                     | 12 de febrero de 881                                              | 11 de noviembre de 887 Depuesto           |
|    |        |                                  |                                |                                                                   |                                           |
| 7  |        | Guido de Spoleto                 | Carolingia (Ducado de Spoleto) | 21 de febrero de 891                                              | 12 de diciembre de 894                    |
| 8  | ―      | Lamberto de Spoleto              | Carolingia (Ducado de Spoleto) | 30 de abril de 892                                                | 15 de octubre de 898                      |
| 9  |        | Arnulfo de Carintia              | Carolingia                     | 22 de febrero de 896                                              | 8 de diciembre de 899                     |
| 10 |        | Luis III el Ciego                | Carolingia                     | febrero de 901                                                    | 21 de julio de 905                        |
| 11 |        | Berengario de Friuli             | Lombarda                       | 25 de diciembre de 915                                            | 7 de abril de 924                         |
|    |        |                                  |                                |                                                                   |                                           |
| 12 |        | Otón I el Grande                 | Sajona                         | 2 de febrero de 962                                               | 7 de mayo de 973                          |
| 13 |        | Otón II el Rojo                  | Sajona                         | 25 de diciembre de 967                                            | 7 de diciembre de 983                     |
| 14 |        | Otón III                         | Sajona                         | 21 de mayo de 996                                                 | 23 de enero de 1002                       |
| 15 |        | Enrique II el Santo              | Sajona                         | 26 de abril de 1014                                               | 13 de julio de 1024                       |
|    |        |                                  |                                |                                                                   |                                           |
| 16 |        | Conrado II el Viejo              | Salia                          | 26 de marzo de 1027                                               | 4 de junio de 1039                        |
| 17 |        | Enrique III el Negro             | Salia                          | 25 de diciembre de 1046                                           | 5 de octubre de 1056                      |
| 18 |        | Enrique IV                       | Salia                          | 31 de marzo de 1084                                               | 31 de diciembre de 1105                   |
| 19 |        | Enrique V                        | Salia                          | 13 de abril de 1111                                               | 23 de mayo de 1125                        |
|    |        |                                  |                                |                                                                   |                                           |
| 20 |        | Lotario II                       | Supplinburgo                   | 4 de junio de 1133                                                | 4 de diciembre de 1137                    |
|    |        |                                  |                                |                                                                   |                                           |
| 21 |        | Federico I Barbarroja            | Hohenstaufen                   | 18 de junio de 1155                                               | 10 de junio de 1190                       |
| 22 |        | Enrique VI                       | Hohenstaufen                   | 15 de abril de 1191                                               | 28 de septiembre de 1197                  |
|    |        |                                  |                                |                                                                   |                                           |
| 23 |        | Otón IV                          | Güelfa                         | 4 de octubre de 1209                                              | 25 de julio de 1215 Depuesto              |
|    |        |                                  |                                |                                                                   |                                           |
| 24 |        | Federico II                      | Hohenstaufen                   | 22 de noviembre de 1220                                           | 13 de diciembre de 1250                   |
|    |        |                                  |                                |                                                                   |                                           |
| 25 |        | Enrique VII                      | Luxemburgo                     | 29 de junio de 1312                                               | 24 de agosto de 1313                      |
|    |        |                                  |                                |                                                                   |                                           |
| 26 |        | Luis IV el Bávaro                | Wittelsbach                    | 17 de enero de 1328                                               | 11 de octubre de 1347                     |
|    |        |                                  |                                |                                                                   |                                           |
| 27 |        | Carlos IV Wenceslao              | Luxemburgo                     | 5 de abril de 1355                                                | 29 de noviembre de 1378                   |
| 28 |        | Segismundo                       | Luxemburgo                     | 31 de mayo de 1433                                                | 9 de diciembre de 1437                    |
|    |        |                                  |                                |                                                                   |                                           |
| 29 |        | Federico III                     | Habsburgo                      | 19 de marzo de 1452                                               | 19 de agosto de 1493                      |
| 30 |        | Maximiliano I                    | Habsburgo                      | 4 de febrero de 1508 Emperador electo                             | 12 de enero de 1519                       |
| 31 |        | Carlos V                         | Habsburgo                      | 28 de junio de 1519 / 23 de octubre de 1520 Elección / coronación | 24 de febrero de 1558 de facto hasta 1556 |
| 32 |        | Fernando I                       | Habsburgo                      | 14 de marzo de 1558 Emperador electo                              | 25 de julio de 1564                       |
| 33 |        | Maximiliano II                   | Habsburgo                      | 25 de julio de 1564 Emperador electo                              | 12 de octubre de 1576                     |
| 34 |        | Rodolfo II                       | Habsburgo                      | 12 de octubre de 1576 Emperador electo                            | 20 de enero de 1612                       |
| 35 |        | 'Matías'                         | Habsburgo                      | 13 de junio / 24 de junio de 1612 Elección / coronación           | 20 de marzo de 1619                       |
| 36 |        | Fernando II                      | Habsburgo                      | 28 de agosto / 9 de septiembre de 1619 Elección / coronación      | 15 de febrero de 1637                     |
| 37 |        | Fernando III                     | Habsburgo                      | 15 de febrero de 1637 Emperador electo                            | 2 de abril de 1657                        |
| 38 |        | Leopoldo I                       | Habsburgo                      | 18 de julio / 1 de agosto de 1658 Elección / coronación           | 5 de mayo de 1705                         |
| 39 |        | José I                           | Habsburgo                      | 5 de mayo de 1705 Emperador electo                                | 17 de abril de 1711                       |
| 40 |        | Carlos VI                        | Habsburgo                      | 12 de octubre / 22 de diciembre de 1711 Elección / coronación     | 20 de octubre de 1740                     |
|    |        |                                  |                                |                                                                   |                                           |
| 41 |        | Carlos VII                       | Wittelsbach                    | 24 de enero / 12 de febrero de 1742 Elección / coronación         | 20 de enero de 1745                       |
|    |        |                                  |                                |                                                                   |                                           |
| 42 |        | Francisco                        | Lorena                         | 13 de septiembre / 4 de octubre de 1745 Elección / coronación     | 18 de agosto de 1765                      |
|    |        |                                  |                                |                                                                   |                                           |
| 43 |        | José II                          | Habsburgo-Lorena               | 18 de agosto de 1765 Emperador electo                             | 20 de febrero de 1790                     |
| 44 |        | Leopoldo II                      | Habsburgo-Lorena               | 30 de septiembre / 9 de octubre de 1790 Elección / coronación     | 1 de marzo de 1792                        |
| 45 |        | Francisco II                     | Habsburgo-Lorena               | 5 de julio / 14 de julio de 1792 Elección / coronación            | 6 de agosto de 1806                       |

## Estadísticas
- Los tres emperadores con reinados más largos que se pueden determinar de datos históricos contemporáneos son los siguientes:

| Nombre del emperador | Inicio del reinado  | Fin del reinado       | Duración                     |
| -------------------- | ------------------- | --------------------- | ---------------------------- |
| 'Leopoldo I'         | 18 de julio de 1658 | 5 de mayo de 1705     | (46 años, 9 meses y 17 días) |
| 'Federico III'       | 19 de marzo de 1452 | 19 de agosto de 1493  | (41 años y 5 meses)          |
| 'Carlos V'           | 28 de junio de 1520 | 24 de febrero de 1558 | (37 años, 7 meses y 26 días) |

- Los tres emperadores con reinados más cortos que se pueden determinar de datos históricos contemporáneos son los siguientes:

| Nombre del emperador | Inicio del reinado       | Fin del reinado      | Duración                   |
| -------------------- | ------------------------ | -------------------- | -------------------------- |
| 'Enrique VII'        | 29 de junio de 1312      | 24 de agosto de 1313 | (1 año, 1 mes y 25 días)   |
| 'Leopoldo II'        | 30 de septiembre de 1790 | 1 de marzo de 1792   | (1 año, 5 meses y 1 día)   |
| 'Carlos II el Calvo' | 25 de diciembre de 875   | 6 de octubre de 877  | (1 año, 9 meses y 11 días) |